# 홍콩 예빈부

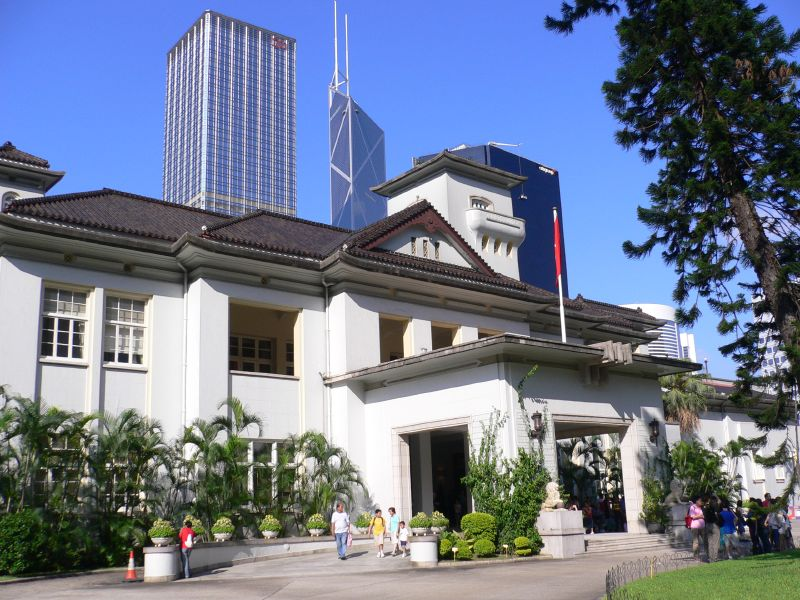
홍콩 예빈부

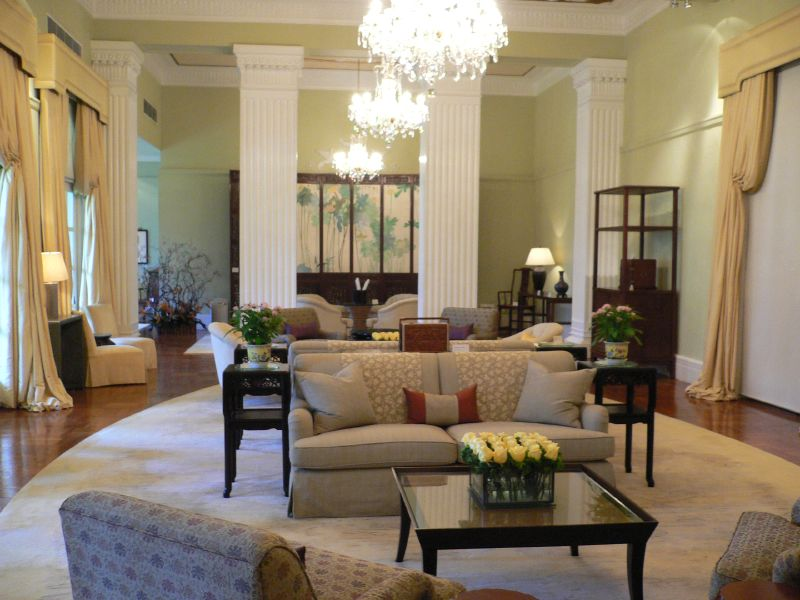
Living Room

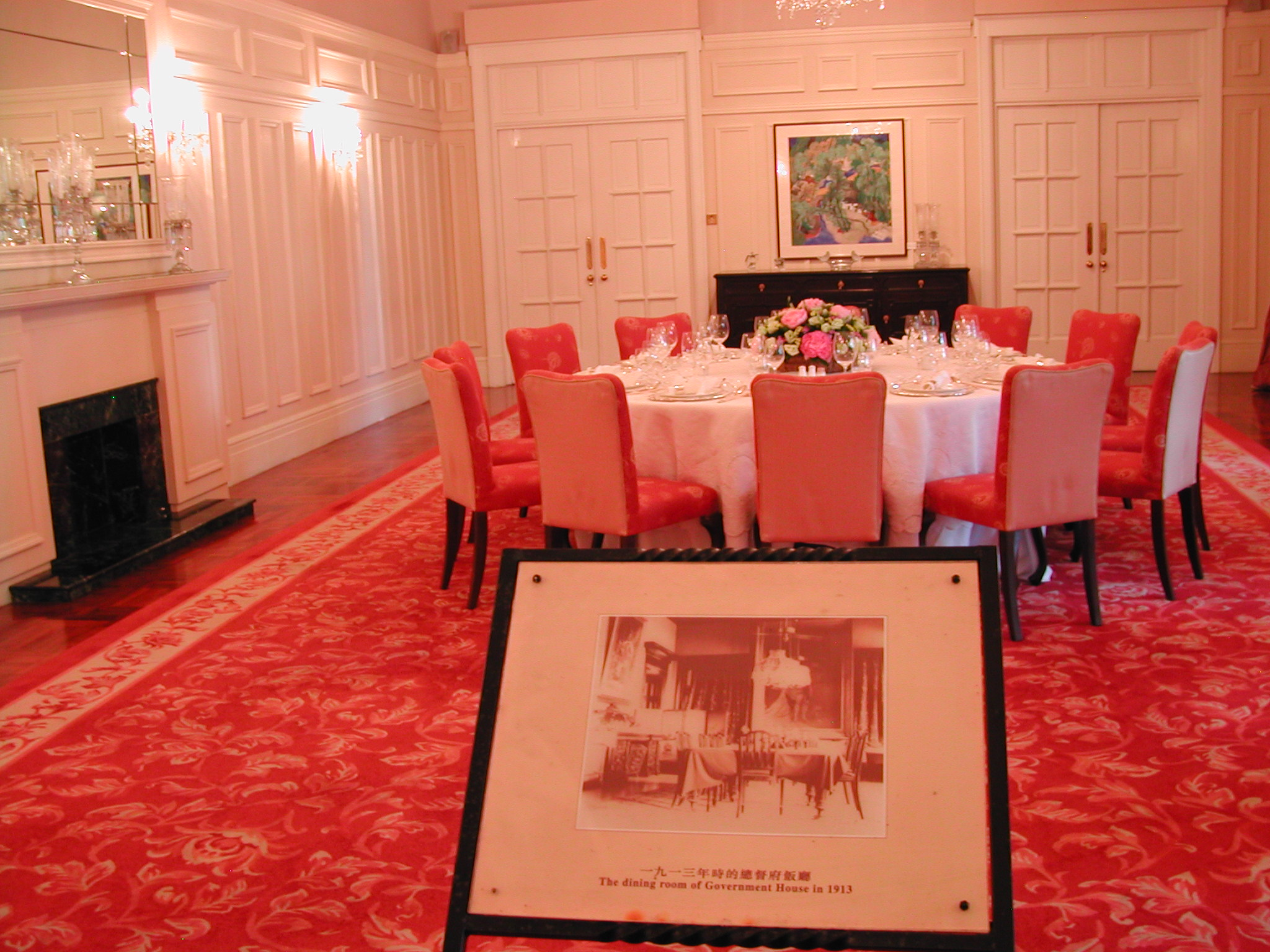
Dining room

홍콩 예빈부(香港禮賓府, Government House)는 홍콩 행정장관의 관저로 홍콩섬 중완에 있다. 홍콩 예빈부는 1855년 네오르네상스 건축으로 지어졌지만 일본의 홍콩 점령 동안 상당히 리모델링되어 현재는 일본식과 네오르네상스 양식이 절충됐다. 면적은 24000m2다.
홍콩예빈부는 영국령 홍콩 시기인 1855년부터 1997년까지 홍콩 총독 관저였다. 홍콩 총독 28명 중 25명이 살았다.

## 역사
홍콩예빈부는 찰스 세인트 조지 클리벌리(Charles St George Cleverly)에 의해 설계됐고 1851년부터 4년 간 건축됐다. 처음으로 홍콩예빈부에 살았던 홍콩 총독은 4대 홍콩 총독이었던 존 보링이었다. 마지막으로 살았던 홍콩 총독은 마지막 홍콩 총독이었던 크리스 패튼이었다.
홍콩예빈부는 또한 1855년부터 1930년까지 홍콩 입법회를 사용했고 1891년부터는 무도회장을 사용했다.
제2차 세계 대전 때 일본의 홍콩 점령 동안 건물은 후지무라 세이치(藤村正一)에 의해 1944년 일본식과 네오르네상스 양식의 절충 형태로 바뀌었는데 주로 탑과 지붕 부분에 몇몇 요소들이 추가됐다.
1945년 9월 16일 일본 측 항복 문서가 홍콩예빈부에서 조인됐다.
일본 양식 부분이 1946년 없어졌지만 탑 부분은 오늘날까지 남아 있다.
1947년부터 1957년 사자 돌조각상 2개가 입구에 세워졌다.
1971년부터 1982년 콩팥 모양 웅덩이가 정원에 세워졌다.
1982년부터 1986년 분수가 있는 장식용 웅덩이가 조성됐다.
1987년부터 1992년까지 저층 테라스에 있는 작은 퍼걸러가 세워졌고 주요 정원 계단의 인공 연못이 인상적인 화분으로 바뀌었다.
홍콩 반환 이후 홍콩예빈관은 의식 리셉션이 됐다. 초대 홍콩 행정장관 퉁치화는 홍콩예빈관 대신 그렌빌 하우스에서 지냈다. 1997년부터 2005년까지 분재 갤러리가 베란다에 세워졌다.
2대 홍콩 행정장관 도날드 창은 2006년 1월 대규모 개축 이뤄지고 나서 홍콩예빈부에서 지냈다. 더 스탠더드는 퉁치화가 수집한 비단잉어를 수용하기 위해 설계된 새로운 물고기 연못에 30만 홍콩 달러가 투입된 것을 합하여 홍콩예빈부 개축 비용이 1450만 홍콩 달러로 추산된 것을 비판했다.
2005년부터 2012년에 야외 물고기 연못이 뒤뜰에 추가됐다.
2017년 테니스장들 중 하나가 조경이 이뤄진 곳으로 바뀌었다.
2022년 존 리가 오기 전 홍콩예빈부 개축을 위해 280만 홍콩 달러가 투입됐다.

## 주요 특징

### 외부
홍콩예빈부 정문은 남쪽으로 빅토리아 피크를 향해 나 있다.
화강암 틀로 된 정면 주차장이 눈에 띄는 부분이다.
홍콩예빈부 외관은 아트 데코 양식으로 회반죽 되어 있다. 홍콩예빈부는 한 세기 넘게 덧붙여져 온 다양한 건축 양식들과 더불어 독특한 특성과 역사적 의미를 갖는다.

### 정원
홍콩예빈부 정면엔 잔디, 뒤뜰엔 화려한 꽃들이 있다. 1919년에 심어진 진달래들은 색이 다양한데 봄에 핀다. 희귀종 나무인 Brownea grandiceps가 있다.
정원에는 또한 콩팥 모양 수영장과 야외 물고기 연못이 있다.

### 인테리어
- 무도회장: 국내외 인사들을 위한 연회에 사용된다.
- 식당: 국내외 인사들을 위한 소규모 연회에 사용된다.
- 거실: 손님 접대 및 회의 주재에 사용된다. 벽과 천장은 화려한 석고 쇠시리로 장식됐다.

### 관리인 주택
정문에는 관리인 주택인 아이언 게이트가 있다. 1855년에 세워졌는데 홍콩예빈부 건물에서 가장 오래된 구조물이다. 다양한 영국군 부대가 과거에 주둔했고 홍콩 반환 이후에는 홍콩 경찰이 경호를 담당한다.

## 개방
홍콩예빈부는 매년 대중들에게 2번 개방되는데 그 중 한 번은 봄에 개방되어 진달래를 볼 수 있도록 한다. 방문객들은 대개 거실, 식당, 무도회장을 지날 수 있다. 개방일은 대개 주말인데 1주일 앞서 언론 보도를 통해 발표되며 입장료는 없다.

## 같이 보기
- 총독 관저
- 홍콩의 총독
- 홍콩의 역사